# 도곡초등학교 (경기)
도곡초등학교는 대한민국 경기도 광주시에 있는 공립 초등학교이다.

## 학교 연혁
- 1950. 04. 01 초월국민학교 쌍동분교장 설치
- 1956. 04. 02 도곡초등학교 개교(초대 위종기 교장선생님 취임)
- 1957. 03. 16 제1회 졸업식
- 1981. 03. 10 병설유치원 개원
- 1983. 03. 10 농촌형 급식학교 지정
- 1991. 06. 28 경기도교육청지정 국어과 연구학교 운영보고회
- 1994. 09. 09 전국 아름다운 학교상 수상
- 2003. 10. 27 경기도교육청지정 영어 연구학교 운영보고회
- 2006. 09. 26 경기도 특수학급 모델장학 운영보고
- 2008. 12. 16 경기도교육청 명품교육프로그램 인증
- 2009. 03. 01 경기도교육청지정 방과 후 학교 연구학교 운영
- 2014. 09. 01 제18대 김진길 교장 취임
- 2015. 02. 13 제59회 졸업(147명, 총 5,051명)
- 2015. 03. 01 37학급 편성(특수학급 포함)

## 참고 자료
- 도곡초등학교 - 한국교육학술정보원 학교알리미